# Hợp Lý, Lập Thạch
Hợp Lý là một xã thuộc huyện Lập Thạch, tỉnh Vĩnh Phúc, Việt Nam.
Xã có diện tích 4,61 km², dân số năm 1999 là 4.141 người, mật độ dân số đạt 898 người/km².